# Mocidade Independente Star na Avenida
O GRCES Mocidade Independente Star na Avenida é uma escola de samba do município de Praia Grande, São Paulo. É oriunda do GRBC Star Models. Está Localizada no Bairro da Vila Sonia e suas cores oficiais são: Verde, Rosa e Dourado.

## Segmentos

### Presidentes
| Nome           | Mandato        | Ref.  |
| -------------- | -------------- | ----- |
| Antônio Corrêa | ? - atualidade | [ 1 ] |

### Diretores
| Ano  | Diretor de Carnaval | Diretor geral de harmonia | Mestre de bateria   | Ref.  |
| ---- | ------------------- | ------------------------- | ------------------- | ----- |
| 2013 |                     | Reinaldo Jr.              | Madeira e Manguinha | [ 1 ] |
| 2016 |                     |                           |                     |       |

### Coreógrafo
| Ano  | Nome            | Ref.  |
| ---- | --------------- | ----- |
| 2016 | Lucimara Corrêa | [ 1 ] |

### Casal de Mestre-sala e Porta-bandeira
| Ano  | Nome            | Ref.  |
| ---- | --------------- | ----- |
| 2013 | Sérgio e Suzana | [ 1 ] |

### Rainhas de bateria
| Período | Nome            | Ref.  |
| ------- | --------------- | ----- |
| 2013    | Juliana Batista | [ 1 ] |

## Carnavais
| Ano  | Colocação | Grupo    | Enredo                                                                   | Carnavalesco   | Intérprete                                   | Ref.              |
| ---- | --------- | -------- | ------------------------------------------------------------------------ | -------------- | -------------------------------------------- | ----------------- |
| 2011 | 4º lugar  | I        | Voltei a ser criança                                                     | Antônio Corrêa |                                              | [ 2 ]             |
| 2012 | Campeã    | I        | Maias, os donos do tempo, e as sete profecias divinais                   | Antônio Corrêa |                                              | [ 5 ]             |
| 2013 | 6º lugar  | Especial | A formação do Povo Brasileiro: Miscigenação, a Cara e a Força de Um Povo | João Bispo     | Leandro Paçoca, Cristian e Gustavo do Cavaco | [ 1 ] [ 6 ] [ 7 ] |
| 2014 |           | Acesso   | Superação                                                                |                |                                              |                   |
| 2015 | 6º lugar  | Especial | "O Cassino do Chacrinha"                                                 |                |                                              | [ 8 ]             |

## Título
- Campeã do Grupo I: 2012